# Гершбах (Зельтерс)
Гершбах (нім. Herschbach) — громада в Німеччині, розташована в землі Рейнланд-Пфальц. Входить до складу району Вестервальд. Складова частина об'єднання громад Зельтерс (Вестервальд).
Площа — 15,73 км2. Населення становить 2844 ос. (станом на 31 грудня 2020).

## Галерея

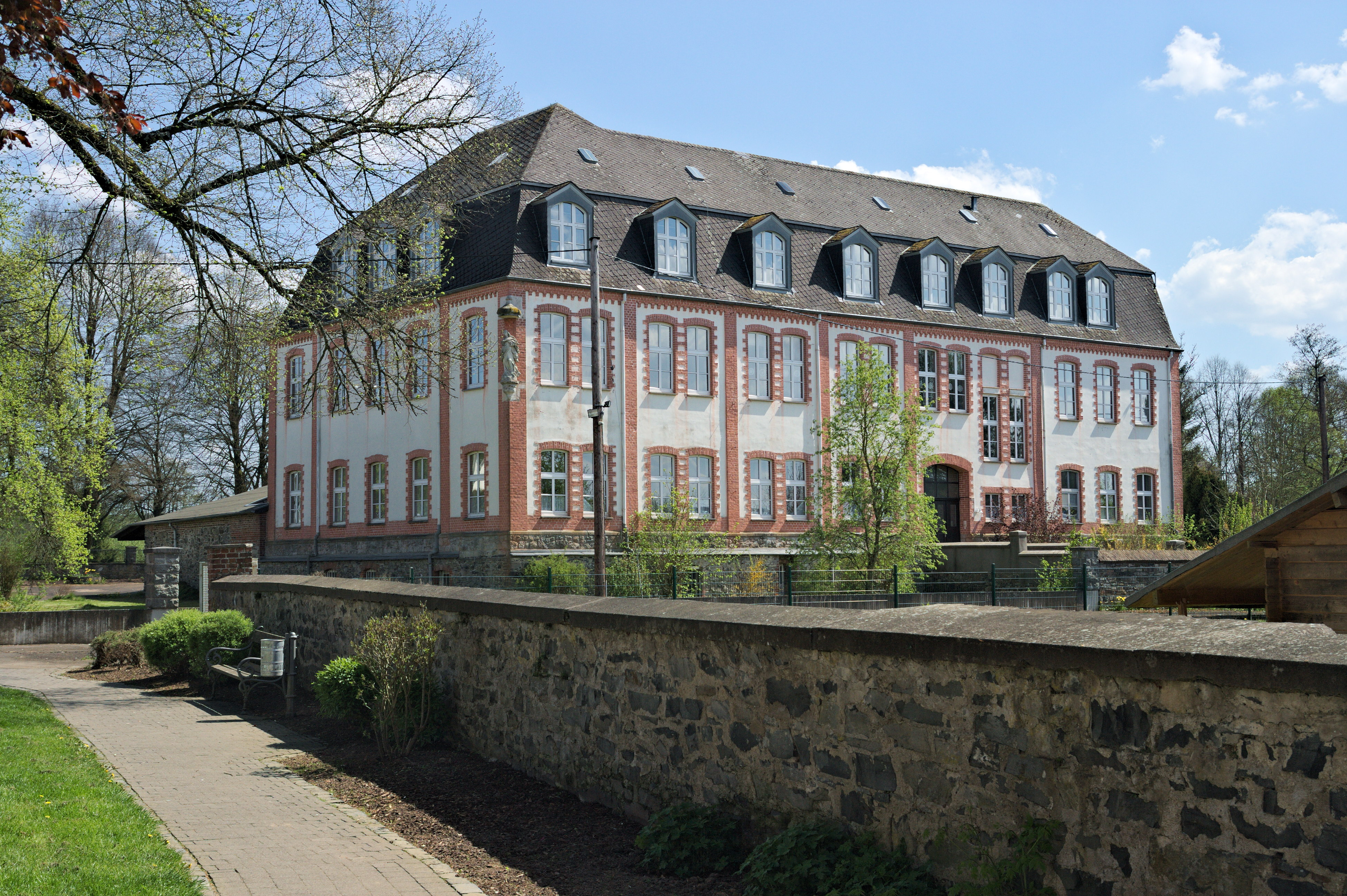
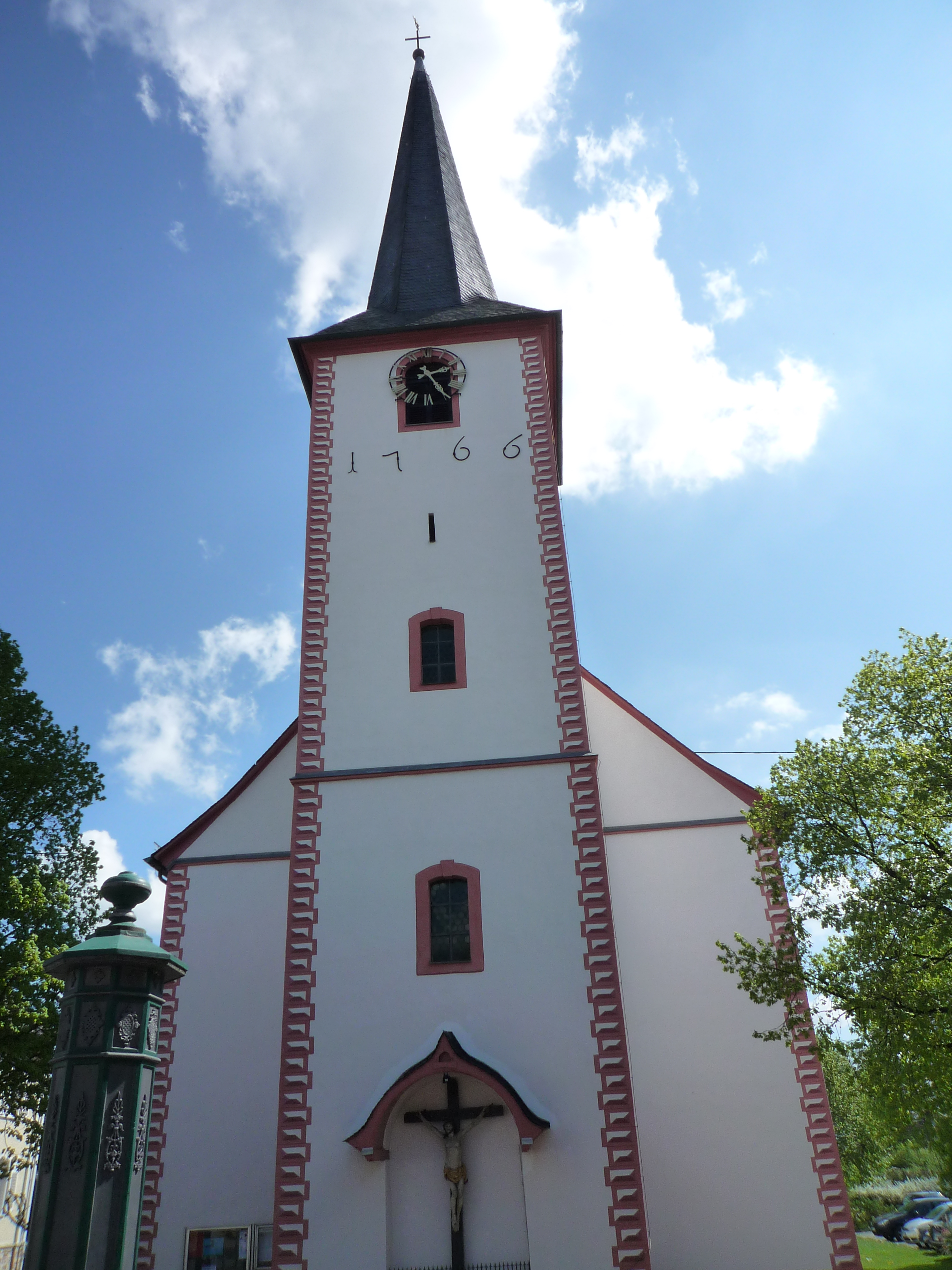
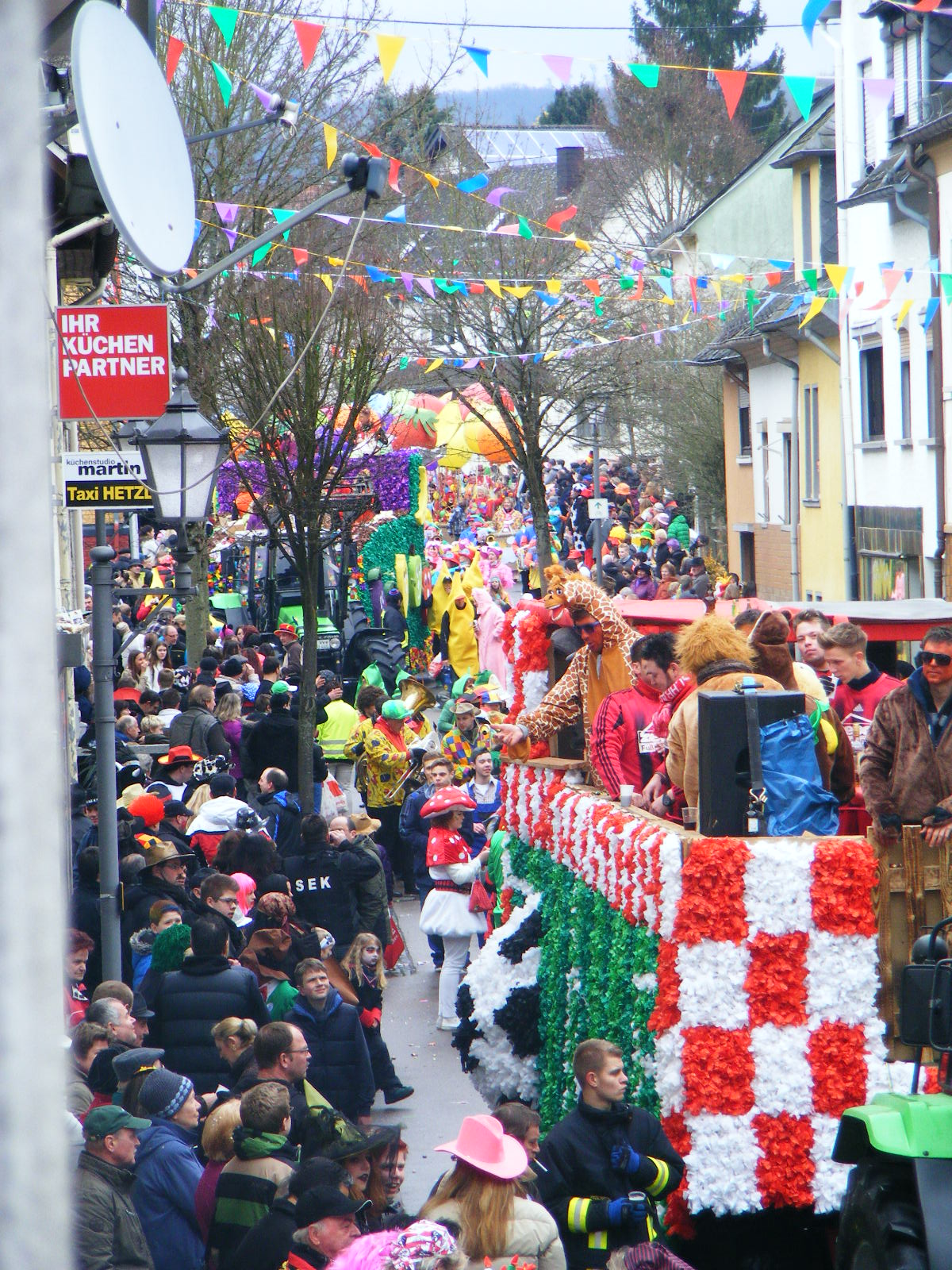